# Mikko Pukka
Mikko Pukka, född 6 september 1982 i Suodenniemi, är en finländsk professionell ishockeyspelare. Han spelade för IF Björklöven i Hockeyallsvenskan under 2,5 år, men efter att inte ha kommit överens, enligt honom, slutade han. Pukka var med om flera skador under sin sista säsong och fick därmed endast spela 22 matcher. Efter detta återvände han till Finland för att spela i deras andraliga Mestis i laget Koovee, där stannade han under 2019/2020. Efter detta har han spelat på olika platser, utan att stanna särskilt länge. Han blev utlånad till två olika lag i Finland för att sedan åka och spela i Slovakien. Senast spelade han i DVTK Jegesmedvék
Pukka har tidigare representerat bland annat Tappara, HC TPS och SaiPa i FM-ligan och Luleå HF i Elitserien.